# Nový Kostel
Nový Kostel – miejscowość i gmina (obec) w Czechach, w kraju karlowarskim, w powiecie Cheb. W 2022 roku liczyła 493 mieszkańców.
W miejscowości jest przystanek kolejowy Nový Kostel.